# Herb Jawora
Herb Jawora – jeden z symboli miasta Jawor w postaci herbu.

## Wygląd i symbolika
Herb przedstawia jedną tarczę w dolnej krawędzi zaokrągloną z wyobrażeniem św. Marcina na koniu, odcinającego mieczem połę płaszcza oraz siedzącego pod nim półnagiego, przepasanego czerwoną chustą żebraka, z uniesionymi ku górze rękami.
Pole tarczy herbowej jest błękitne, św. Marcin w złotej aureoli, na białym koniu, płaszcz św. Marcina i chusta żebraka są czerwone.

## Historia
Po raz pierwszy wizerunek św. Marcina jako rycerza siedzącego na koniu powoli stąpającego w prawą stronę, z głową w aureoli, odcinającego mieczem połę swego płaszcza dla stojącego z tyłu za koniem żebraka, pojawia się w dokumentach Jawora z lat 1300, 1336 i 1340 jako pieczęć. W latach osiemdziesiątych XVI wieku zaszły istotne zmiany w pieczęci miejskiej Jawora. Wyobrażała ona dwie obok siebie lekko nachylone ku sobie tarcze herbowe, z szachownicą po prawej i dotychczasowym godłem miasta, św. Marcinem na koniu, po lewej stronie, spięte u góry hełmem z bujnymi labrami, z trójkątnym pióropuszem z szachownicą powtórzoną z pola tarczy prawej. W dwutarczowej postaci herb przetrwał aż do 1945 roku.

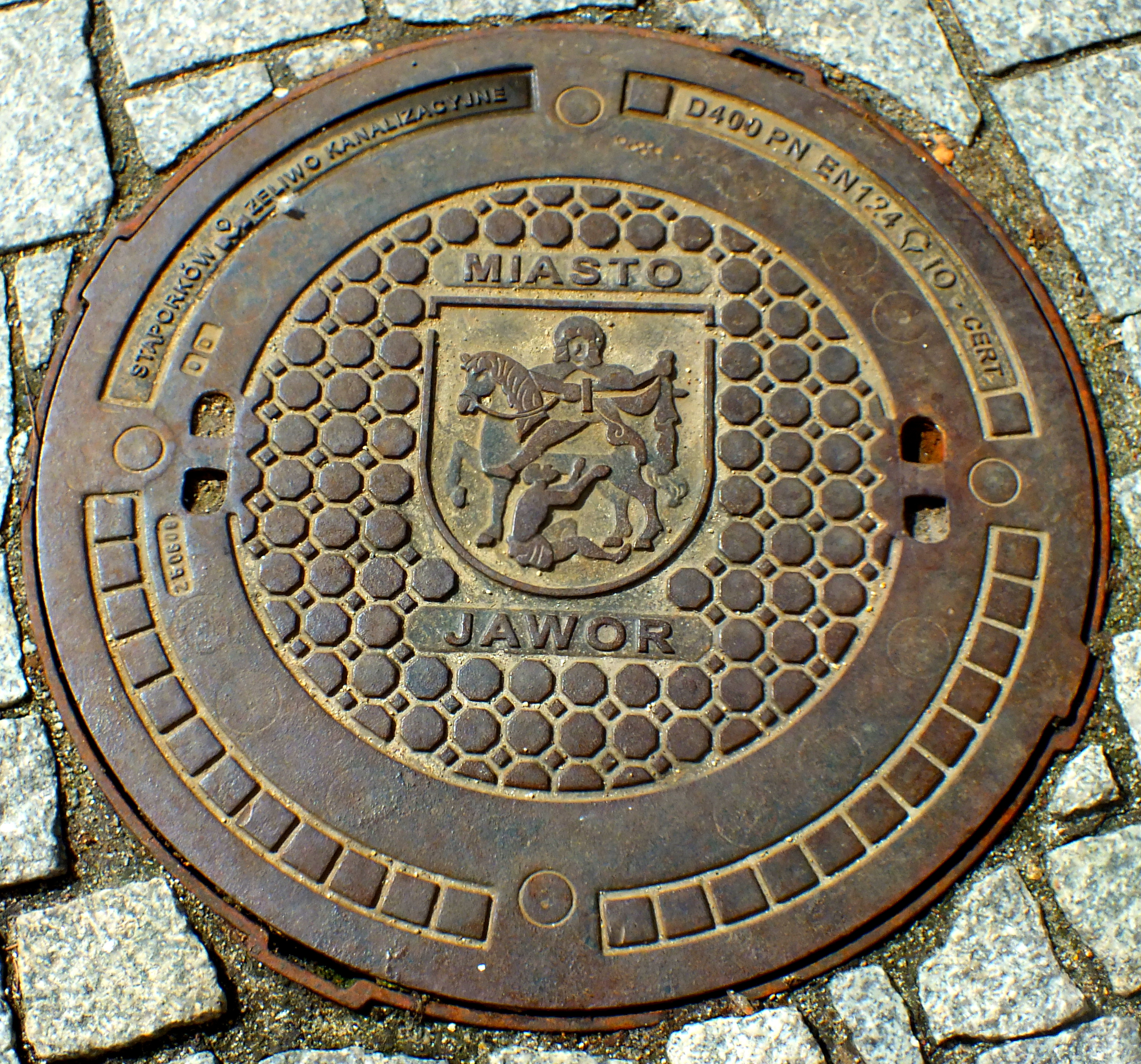
Herb Jawora na włazie kanalizacyjnym
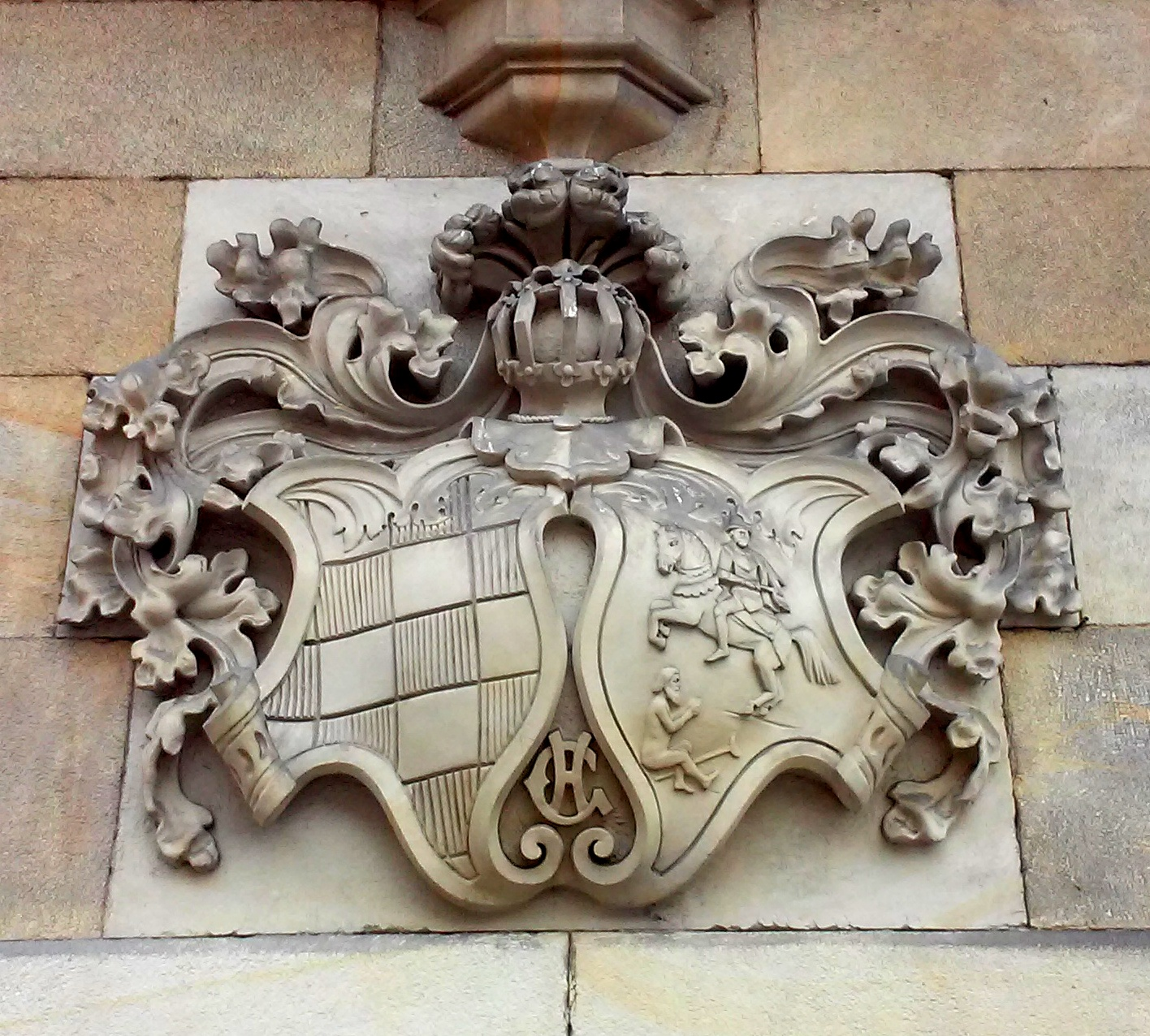
dwutarczowy herb Jawora na ratuszu miejskim
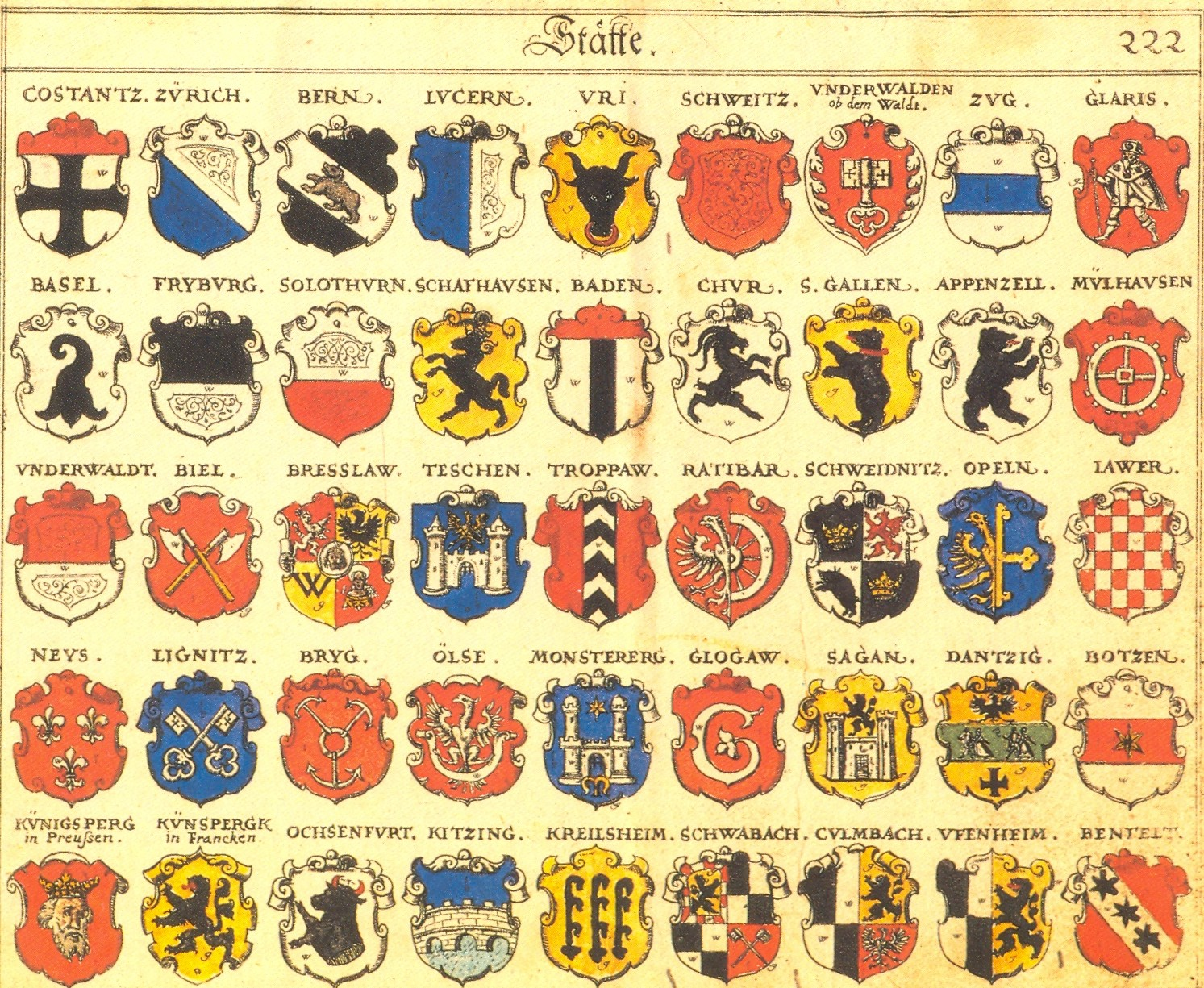
Herb Jawora w herbarzu Johanna Siebmachera (pierwszy z prawej w trzecim rzędzie)